# Jeziorko (powiat łowicki)
Jeziorko – wieś w Polsce położona w województwie łódzkim, w powiecie łowickim, w gminie Kocierzew Południowy.
| SIMC    | Nazwa               | Rodzaj    |
| ------- | ------------------- | --------- |
| 0728990 | Biedaków            | część wsi |
| 0729008 | Jeziorko Południowe | część wsi |
| 0729014 | Jeziorko Północne   | część wsi |
| 0729020 | Olesinek            | część wsi |
| 0729037 | Parcela             | część wsi |

Wieś duchowna położona była w drugiej połowie XVI wieku w powiecie gąbińskim ziemi gostynińskiej województwa rawskiego. Była wsią klucza kompińskiego arcybiskupów gnieźnieńskich, od 1765 roku wieś gracjalna kapituły kolegiaty łowickiej. Do 1953 roku istniała gmina Jeziorko. W latach 1975–1998 miejscowość należała administracyjnie do województwa skierniewickiego.